# زلزال أرض النار 1949
زلزال أرض النار 1949 هو زلزالٌ وقعَ في أرض النار في الأرجنتين بتاريخ 17 ديسمبر 1949. وبلغت شدتهُ 7.7 على مقياس ريختر.